# Garden (Michigan)
Garden – wieś w Stanach Zjednoczonych, w stanie Michigan, w hrabstwie Delta.